# Ectopleura dumortieri
Ectopleura dumortieri är en nässeldjursart som först beskrevs av Van Beneden 1844.  Ectopleura dumortieri ingår i släktet Ectopleura och familjen Tubulariidae. Arten är reproducerande i Sverige. Inga underarter finns listade i Catalogue of Life.